# 授乳の聖母 (モラレス)
『授乳の聖母』（じゅにゅうのせいぼ、西: Virgen de la leche）、または『聖母子』（せいぼし、西:  Virgen con el Niño、英: The Virgin and Child）は、スペインの画家ルイス・デ・モラレスが1565年ごろ、板上に油彩で制作した絵画である。作品の主題は、キリスト教の図像学においてビザンチン美術に起源を持ち、中世に広まった非常に歴史のあるもので、「授乳の聖母」 (幼子イエス・キリストに授乳する聖母マリア) を表している。絵画の元来の来歴は何もわかっていないが、1915年、パブロ・ボッシュ (Pablo Bosch) により寄贈されて以来、マドリードのプラド美術館に所蔵されている。

## 作品
モラレスはイエス・キリストの「受難」や、本作のような聖母子像など親密な愛情表現に満ちた宗教画を得意とした。「授乳の聖母」という主題は対抗宗教改革とスペインの神秘主義に支配されていた当時に大変愛好されたもので、モラレスにより何度も取り上げられた。それらのヴァージョンは、リスボンの国立古美術館、スペインのハエンにある個人コレクション、ナショナル・ギャラリー (ロンドン) などに所蔵されている。
本作は、そうした作品の中でも最も美しいもので、規範的なものとなっている。また、別のヴァージョンの大部分が聖母を半身像で表しているのに対し、本作は4分3の身体像で表している。聖母の乳首は直接見えていない (16世紀には、胸をはだけた聖母像は不謹慎と見なされ、徐々に消滅した) が、聖母子は16世紀の作品として最も親密な情景を形成している。作品を構成する要素を最低限に減らし、注意を聖母子に集中させることで、愛と慈しみに溢れる聖母子の姿が際立っている。絵画の目的は明らかに宗教的なものであるが、母性愛が強調されている。
作品の様式はマニエリスムのものである。背景は、画面前景左端の腰かけ以外は平坦な黒色で、空間的時間的なものを推測させるものはまったくない。キアロスクーロによる描写で、身体像と色彩が際立っており、それは聖母の顔と手、幼子イエスの裸体像に見てとれる。聖母子は鑑賞者の存在に気づいていない。聖母はイエスを胸に抱き、彼の将来の「受難」を予期してか、どこか物憂げな表情で優しく見守っている。イエスは聖母のに視線を返し、右手で彼女の胸に触れ、左手で彼女のヴェールを持ち上げている。非常に薄く、ほとんど見えないヴェールは、巧みな方法でリアルに表現されている。
聖母像は非常な美しさと繊細さで表現されている。聖母の顔は、オランダとドイツのマニエリスムの画家たちを通したラファエロの影響を示している。また、ドナテロの聖母像の彫刻のような型 (短縮法で描かれた楕円形の顔、前額部、低い目の位置) にもとづいている。色彩は金属的で冷たく、フランドル絵画に典型的なものである。